# Академія фінансового управління
Академія фінансового управління — навчально-наукова установа.
Заснована у 1993 році як «Науково-дослідний фінансовий інститут при Міністерстві фінансів України».
Очолює Академію — академік НАН України Тетяна Єфименко.
В Академії 18 відділів. Основні напрями їх досліджень:
- державні фінанси
- теорія економіки та фінансів
- методологія бухгалтерського обліку
- міжнародні фінанси та економічна безпека
- фінансове і бюджетне прогнозування